# Zeitregeln im Tennis
In der Sportart Tennis gelten Zeitregeln, die einen kontinuierlichen Spielverlauf sicherstellen. Grundlage sind die Regeln der International Tennis Federation (ITF).

## Aufwärmphase
Wenn die Spielerinnen oder Spieler den Tennisplatz betreten, gibt es eine Einspielzeit beziehungsweise Aufwärmzeit von fünf Minuten. In dieser Zeit können sich die Spieler auf die individuellen Verhältnisse, wie Wind, Sonneneinstrahlung oder Beleuchtung einstellen. Während der Einspielzeit kann der Schiedsrichter die jeweils verbleibende Zeit ansagen. Nach der Einspielzeit erfolgt eine Pause von 90 Sekunden.

## Ballwechsel

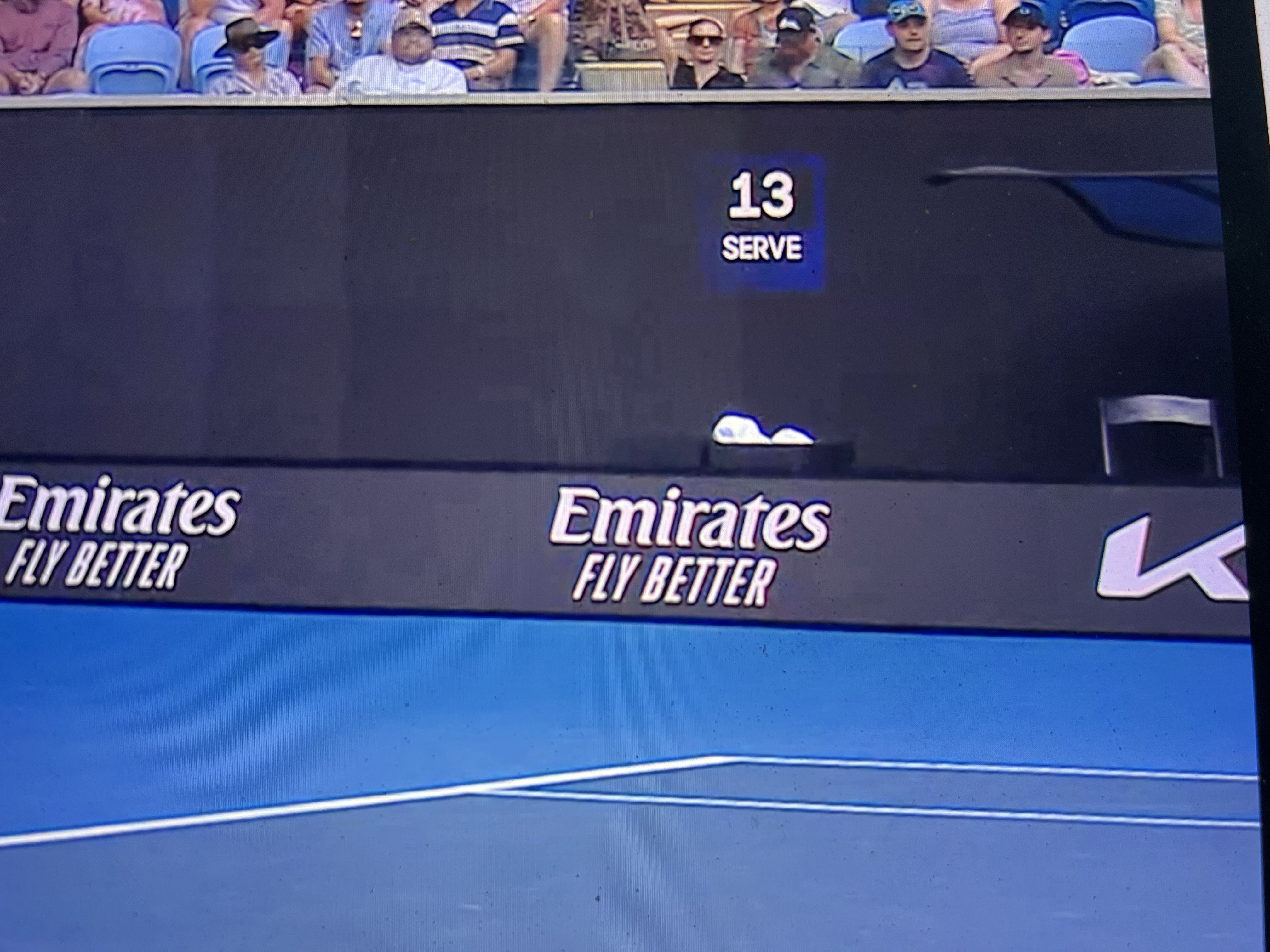
Serve clock

Nach jedem Ballwechsel hat der Aufschläger 25 Sekunden Zeit, um mit dem nächsten Aufschlag zu beginnen. Hierfür wird eine „serve clock“ beziehungsweise „shot clock“ eingesetzt, eine für alle sichtbare rücklaufende Uhr. Sie beginnt zu laufen, wenn der Schiedsrichter sie nach Bekanntgabe des Spielstands startet. Hierbei hat der Schiedsrichter einen, wenn auch kleinen, Entscheidungsspielraum, etwa wenn eine große Unruhe im Publikum herrscht oder Spieler auf das Zuwerfen der Bälle warten müssen. Er kann dazu die Serve Clock unterbrechen. Sollte ein Aufschläger gegen diese Zeitregel verstoßen, erhält er beim ersten Verstoß eine Verwarnung. Bei einem zweiten Verstoß wird der aktuelle Aufschlag als Fehler gewertet und ihm bleibt noch der zweite Aufschlag. Bei weiteren Zeitüberschreitungen werden höhere Strafen verhängt. So kann der Spieler mit Punktverlust bestraft werden. Überschreitet der Rückschläger die Zeitregel, erhält er beim ersten Mal eine Verwarnung. Der zweite Verstoß wird jedoch mit sofortigem Punktverlust sanktioniert.
Zwischen dem ersten und zweiten Aufschlag (und gegebenenfalls einem weiteren Aufschlagsversuch, etwa bei einem Netzroller) gibt es keine Zeitregel. Die Spieler sind jedoch gehalten, das Spiel zügig fortzusetzen.

## Seitenwechsel
Beim Seitenwechsel haben die Spieler 90 Sekunden Zeit, in der sie sich auf ihre Spielerbank setzen können. Nach Beendigung eines Satzes beträgt die Pause 120 Sekunden. Die Zeit beginnt nach dem letzten Ballwechsel zu laufen, nicht erst bei Erreichen der Spielerbank. Auf das Ende der Pause wird durch den Schiedsrichter mit dem Ausruf „Time“ hingewiesen. Beim ersten Seitenwechsel eines Satzes und im Tie-Break darf jedoch keine  Pause eingelegt werden, wobei die Einnahme eines Getränks – im Stehen – davon unberührt bleibt.

## Toilettenpause
Eine begrenzte Anzahl von Toiletten-/Kleiderwechselpausen kann gestattet werden, wenn dies vor der Veranstaltung angekündigt wird. Die WTA hat seit 2020 die Toilettenpausenregeln an die Männerregeln angepasst. Das heißt: eine Toilettenpause im »Best-of-Three-Match« im Einzel, zwei bei einem »Best-of-Five-Match« und »Best-of-Three-Match« im Doppel. Bei den Damen darf vor dem eigenen Aufschlag in Notsituationen auf die Toilette gegangen werden. Sollte aber während eines Satzes nach Beginn des eigenen Aufschlagspiels gegangen werden oder vor dem Aufschlag der Gegnerin, werden alle Zeitverzögerungen mit Verwarnung und darauf folgend mit Punktverlust geahndet. Kleiderwechselpausen (change of attire) müssen am Satzende genommen werden.

## Medizinische Auszeit

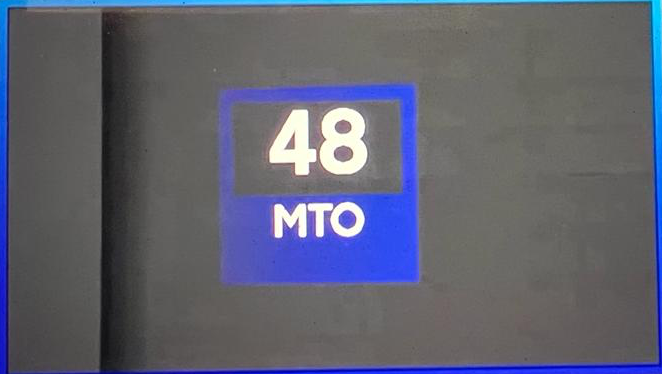
Anzeige der verbleibenden Zeit bei einer medical time-out (MTO)

Einem Spieler, der sich eine behandelbare Verletzung zuzieht, kann eine medizinische Auszeit von drei Minuten (medical time-out) für die Behandlung gewährt werden. Er muss dies beim Schiedsrichter während eines Seitenwechsels oder am Satzende beantragen. Beim Auftreten einer akuten Erkrankung oder Verletzung kann der Arzt oder Physiotherapeut auch eine sofortige Auszeit während eines Spiels beantragen. Bei einer Blutung bei einem Spieler kann der Oberschiedsrichter die medizinische Auszeit auf fünf Minuten verlängern. Es darf jedoch keine zusätzliche Zeit gewährt werden, um einem Spieler die Möglichkeit zu geben, seine Kondition wiederherzustellen. Die medizinische Auszeit beginnt ab dem Zeitpunkt, an dem der Physiotherapeut eine Behandlung beginnt. Eine vorausgehende Besprechung, in der der Spieler seine Beschwerden schildert oder der Physiotherapeut seine geplante Behandlung erläutert, zählt nicht zur medizinischen Auszeit.  Findet die Behandlung außerhalb des Platzes statt, zählt die Zeit für den Weg hin und zurück nicht zur Auszeit. Pro Verletzung kann nur eine Auszeit genommen werden.

## Ausrüstung
Wenn Kleidung, Schuhe oder notwendige Ausrüstung (mit Ausnahme des Schlägers) kaputt gehen oder ersetzt werden müssen, wird dem Spieler eine angemessene zusätzliche Zeit zur Behebung des Problems eingeräumt.

## Ruhepausen

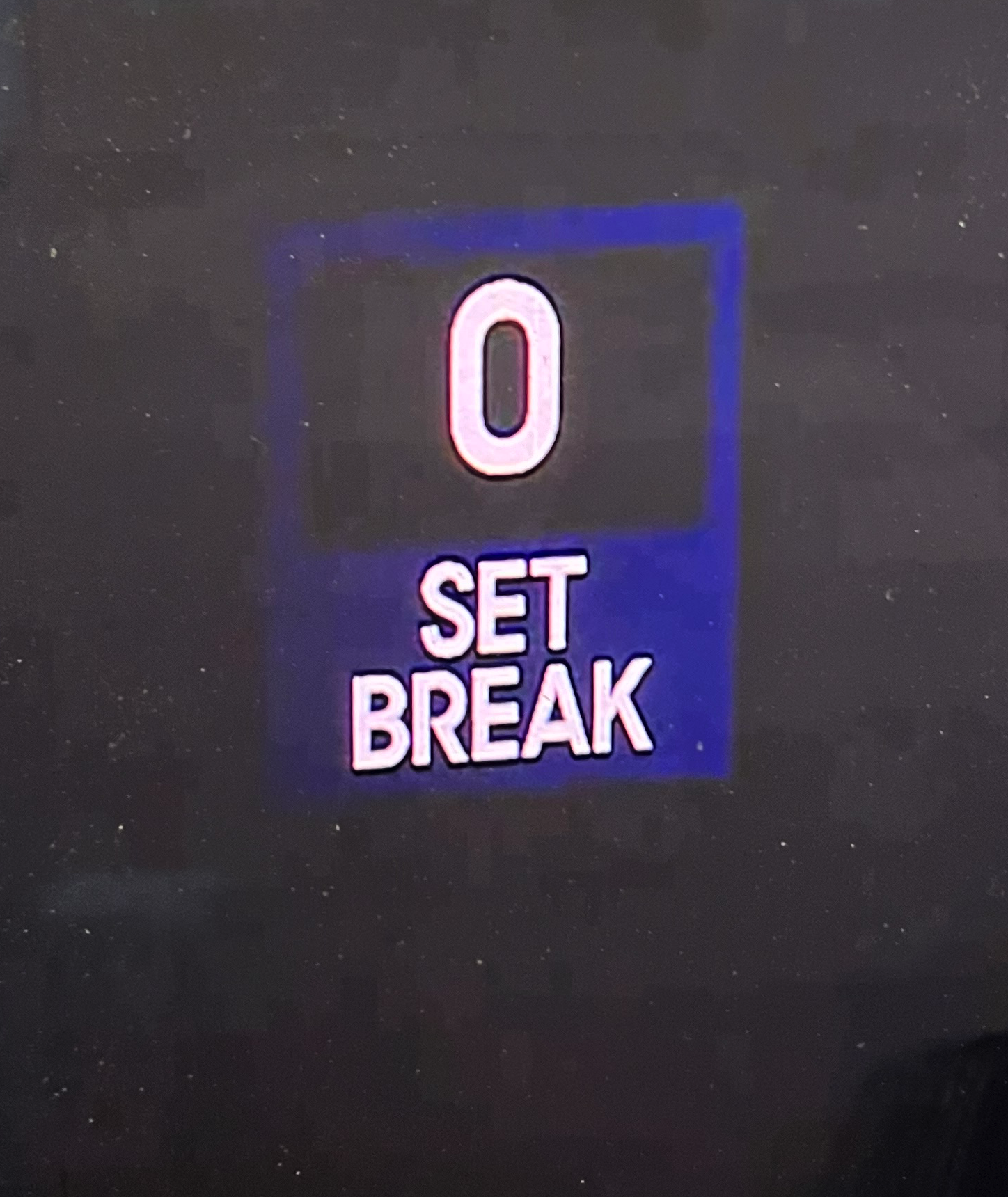
Ruhepause zwischen Sätzen

Der Veranstalter kann eine Ruhezeit von maximal zehn Minuten zwischen Sätzen einräumen, wenn dies vor der Veranstaltung bekannt gegeben wird. Diese Ruhezeit kann nach dem 3. Satz in einem Best-of-5-Satz-Match oder nach dem 2. Satz in einem Best-of-3-Satz-Match eingelegt werden.

## Spielunterbrechung
Kommt es zu einer Spielunterbrechung, etwa wegen Regens, gelten folgende Einspielzeiten:
- bei einer Unterbrechung bis 15 Minuten gibt es keine Einspielphase
- bei einer Unterbrechung zwischen 15 und 30 Minuten gibt es eine dreiminütige Einspielphase
- bei einer Unterbrechung von mehr als 30 Minuten gibt es eine fünfminütige Einspielphase

## Profitennis ATP / WTA
Bei den beiden Profiverbänden für Herren (ATP) und Damen (WTA) werden die Zeitregeln der ITF teilweise in geänderter Form konstituiert. Insbesondere die Zeitregel, wie lange eine Unterbrechung zwischen zwei Ballwechseln dauern darf, ist in der Diskussion, jedoch hat sich vorläufig eine einheitliche Regelung bei der Association of Tennis Professionals (ATP) und der Women’s Tennis Association (WTA) durchgesetzt. Hierzu wurden umfangreiche statistische Auswertungen vorgenommen.
Die Vereinigung der Tennisprofis ATP hat am 3. April 2024 verkündet, versuchsweise Regeländerungen bei ausgewählten Events während der Saison 2024 einzuführen, erstmals beim ATP-Masters-1000-Turnier in Madrid (22. April bis 5. Mai 2024). Dazu gehören neue Zeitregeln im Doppel. Die Zeit zwischen den Punkten wird nach Ballwechseln, die kürzer als vier Schläge sind, auf 15 Sekunden reduziert. Bei Ballwechseln mit vier oder mehr Schlägen bleibt es bei 25 Sekunden. Während der Seitenwechsel soll es weniger ausgedehnte Pausen geben.

### Night Session
Die ATP und WTA haben eine Änderung beschlossen, um die Dauer der Night Sessions (Abendveranstaltungen) zu verkürzen. Diese dürfen nicht mehr nach 19:30 Uhr starten, wobei die Empfehlung bei 18:30 Uhr liegt. Ferner ist es nach 23 Uhr nicht mehr gestattet, mit Matches zu beginnen. Wettkämpfe müssen auf einen alternativen Court verlegt werden, wenn die Spieler um 22:30 Uhr noch nicht auf dem Feld sind. Nur unter außergewöhnlichen Wetterbedingungen und mit Zustimmung der ATP/WTA sind  Ausnahmen möglich. Die Regelung gilt zunächst für das Jahr 2024 und soll anschließend evaluiert werden.

## Sonderformate

### Ultimate Tennis Showdown
Beim Ultimate Tennis Showdown (UTS) gelten verschärfte Zeitregeln.
- Es gibt keine Aufwärmphase.
- Es gibt eine andere Zählweise und eine Aufteilung in Spielviertel mit einer Dauer von acht Minuten. Die Uhr wird nach Beendigung jedes Ballwechsels angehalten, so dass die acht Minuten reine Spielzeit bedeuten.
- Zwischen der Beendigung eines Ballwechsels und dem Aufschlag zum neuen Ballwechsel hat der Spieler nur 15 Sekunden Zeit. Dafür wird die Uhr unmittelbar nach Bekanntgabe des Spielstands durch den Schiedsrichter gestartet. Werden die 15 Sekunden überschritten, erfolgt eine Ermahnung durch den Schiedsrichter. Bei jeder weiteren Überschreitung verliert der Spieler einen Punkt. Steht eine Entscheidung im „Sudden Death“ an, wird die 15-Sekunden-Regel ausgesetzt, jedoch sind die Spieler gehalten, das Spiel zügig fortzusetzen.
- Nach jedem Viertel erfolgt ein Seitenwechsel und die Spieler haben zwei Minuten Pause.
- Ein medical time-out (medizinisch notwendige Unterbrechung zur Behandlung) darf maximal zwei Minuten dauern und kann nur beim Seitenwechsel genommen werden. Für jede weiteren 15 Sekunden verliert der Spieler einen Punkt. Bei längerer Verletzungspause verliert der Spieler das Viertel.
- Der jeweilige Trainer, der mit dem Spieler auf der Bank sitzt, darf einmal pro Viertel ein time-out (Auszeit) von 30 Sekunden Dauer zwischen den Ballwechseln beantragen.

### Fast4 Tennis
Die Fast4 Tennisregeln sind eine Modifikation der traditionellen Tennisregeln, die zu einem kürzeren Tennismatch führen. Dabei gelten folgende Änderungen der Zeitregeln:
- Beim Seitenwechsel am Ende eines Spiels und beim Tie-Break muss das Spiel fortlaufend sein und die Spieler müssen innerhalb von 60 Sekunden nach Beendigung des vorherigen Spiels spielbereit sein. Es ist Spielern während eines Satzes nicht gestattet, sich beim Seitenwechsel hinzusetzen.
- Am Ende jedes Satzes muss eine Satzpause von maximal 90 Sekunden erfolgen. Die maximale Pausenzeit beginnt von dem Moment an, an dem ein Punkt endet, bis der erste Aufschlag für den nächsten Punkt ausgeführt wird. Die Spieler dürfen sich am Ende eines Satzes setzen.

## Quelle
- Rules of Tennis (englisch), International Tennis Federation (ITF), 2023.